# Cyrano de Bergerac (Rostand)

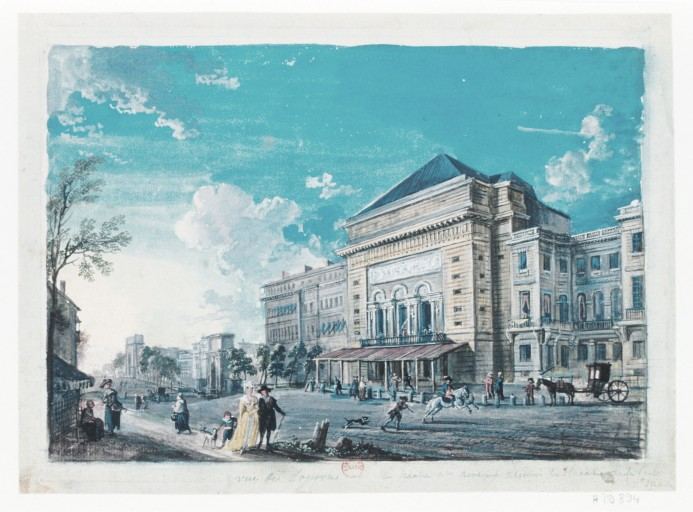
Das Pariser Théâtre de la Porte Saint-Martin auf Lallemands Aquarell von 1790

Cyrano de Bergerac [siʀaˈno dəbɛʀʒəˈʀak] ist ein romantisch-komödiantisches Versdrama, das Edmond Rostand 1897 schrieb – die Uraufführung fand am 28. Dezember 1897 am Pariser Théâtre de la Porte Saint-Martin statt.

## Handlung
Der Titelheld Cyrano de Bergerac, ein französischer Dichter des 17. Jahrhunderts, leidet unter seiner riesigen Nase. So mancher Spötter stirbt im Duell. Dennoch wird de Bergerac als empfindsam beschrieben; er ist in seine gutaussehende Cousine Roxane verliebt. Da er ihre Absage fürchtet, verbirgt er seine wahren Gefühle. Als Roxane ihm ihre Zuneigung zu Christian von Neuvillette gesteht, ist de Bergerac bereit, diesen zu unterstützen, indem er an seiner Stelle Gedichte schreibt. Der hübsche, aber als „arger Dummkopf“ geltende Christian von Neuvillette dient im gleichen Regiment wie de Bergerac bei den Gascogner Kadetten.
Um die romantischen Ansprüche der Angebeteten zu befriedigen, leiht de Bergerac dem Nebenbuhler sein poetisches Talent, so dass von Neuvillette den Erfolg allein genießt. Schließlich überzeugt de Bergerac die beiden davon, vor den Traualtar zu treten, und entzieht Roxane damit dem Grafen Guiche, der sie zu seiner Geliebten machen will. Guiche ist zornig, und er rächt sich, indem er die Gascogner Kadetten samt de Bergerac und von Neuvillette in den Krieg an die vorderste Front schickt.
Obgleich durch die spanischen Belagerer ausgehungert und eingekesselt, schmuggelt de Bergerac im Namen von Neuvillette täglich zwei Briefe an Roxane durch die feindlichen Linien. Dieser Briefe wegen eilt Roxane mitten ins Heereslager zu ihrem Mann, dem sie nun gesteht, ihn nicht mehr wegen seiner „äußeren Hülle“ zu lieben, sondern wegen der Schönheit seiner Seele. Christian von Neuvillette ist entsetzt, da er weiß, dass er Roxane gegenüber nicht ehrlich war. Doch kurz bevor de Bergerac der gemeinsamen Geliebten den wahren Urheber der Briefe sagen kann, trifft die Todesmeldung ein: von Neuvillette ist gefallen und de Bergerac schweigt, um der trauernden Roxane das Andenken an den Liebeshelden zu erhalten. Erst 14 Jahre später entdeckt Roxane, die sich in ein Kloster zurückgezogen hat, die Wahrheit. Allerdings wird de Bergerac kurz vor dem obligatorischen Samstagsbesuch bei seiner Cousine durch einen Anschlag schwer verwundet, so dass er in ihren Armen, geschwächt durch Blutverlust und fiebrige Wahnvorstellungen, stirbt.
Cyrano de Bergerac wird oft exemplarisch für die Motive des Ghostwriters und des „guten Kerns hinter weniger ansehnlicher Fassade“ herangezogen.

## Vertonungen und Bühnenbearbeitungen

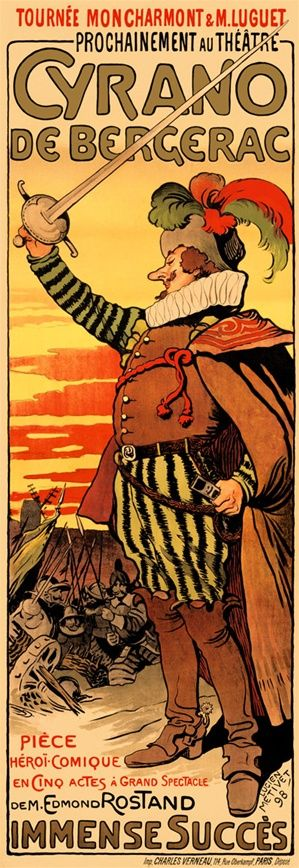
Cyrano de Bererac – Theaterplakat 1898

- Der niederländische Komponist und Organist Johan Wagenaar schrieb 1905 eine Ouvertüre mit dem Titel Cyrano de Bergerac.
- Franco Alfanos Oper Cyrano de Bergerac, 1936 komponiert, wurde 2002 an der Oper Kiel, 2003 in Montpellier und 2004/05 an der Metropolitan Opera, New York, wiederaufgeführt, hier mit Plácido Domingo in der Titelrolle. Produktionen in Paris, am Badischen Staatstheater Karlsruhe und in Valencia folgten.
- Eine weitere Oper Cyrano de Bergerac, auf Estnisch, wurde von Eino Tamberg komponiert.
- Walter Damroschs Oper Cyrano kam 1913 an der Metropolitan Opera, New York heraus.
- Marius Constant schrieb 1959 ein Ballett mit dem Titel Cyrano.
- Die Musik zur Verfilmung Cyrano von Bergerac von Jean-Paul Rappeneau mit Gérard Depardieu in der Hauptrolle schrieb Jean-Claude Petit.
- Jack Beesons Oper Cyrano wurde 1994 am Theater Hagen uraufgeführt.
- David DiChieras Oper Cyrano hatte 2007 in Michigan Premiere.
- Ein gleichnamiges Musical mit Musik von Marc Schubring und Texten von Wolfgang Adenberg hatte 1995 im Staatstheater Saarbrücken Premiere. Die Rolle des Christian wurde von Jonas Kaufmann interpretiert.
- Hal Shaper und David Reeves schrieben 1996 ein englisches Musical: Cyrano – The Musical.
- Ein weiteres Musical kam 1999 heraus: Cyrano – Das Musical von Ad van Dijk und Koen van Dijk, die deutschen Texte stammen von Curt Werner (niederländischer Originaltitel von 1992: Cyrano – De Musical).
- Ein weiteres englischsprachiges Musical unter dem Titel Cyrano stammt von Anthony Burgess und Michael J. Lewis.
- Englischsprachiges Musical Maltby & Shire’s Cyrano von Richard Maltby, Jr. und David Shire
- Venezolanische Verfilmung 2007: Cyrano Fernandez, in der die Handlung nach Caracas in die Neuzeit verlegt wird.
- Die Choreographin Anna Vita brachte 2013 am Mainfrankentheater Würzburg eine Ballettfassung unter dem Titel Cyrano de Bergerac heraus.
- Außerdem gibt es eine Dreipersonen-Fassung von Horst Kiss, die u. a. am Fritz Theater Chemnitz aufgeführt wurde.
- Der Choreograph Goyo Montero brachte 2014 am Staatstheater Nürnberg eine Ballettfassung unter dem Titel Cyrano heraus.

## Verfilmungen
- 1900: Cyrano von Bergerac, von Clement Maurice.
- 1922: Cyrano von Bergerac von Augusto Genina.
- 1950: Der letzte Musketier, Spielfilm mit José Ferrer in der Titelrolle.
- 1990: Cyrano von Bergerac von Jean-Paul Rappeneau
- 2021: Cyrano, Musical-Drama von Joe Wright

### Weitere
- 1987: Die amerikanische Filmkomödie Roxanne verlegte das Thema in die Neuzeit und verpasste ihm ein Happy End.
- 1989: Die Serie Alf behandelt das Thema in Staffel 3, Folge 18 „Der Liebesdiener (engl. Standing In The Shadows Of Love)“.
- 1996: Auch die Filmkomödie Lügen haben lange Beine stellt eine Variante des Themas dar.
- 2004: Die Simpsons greifen in der Staffel 15, Folge 17 „Hochzeit auf klingonisch (engl. My Big Fat Geek Wedding)“ die Handlung auf. Rektor Skinner spricht Homer Simpson mit „Du bist mein Cyrano“ an.
- 2007: Eine moderne venezolanische Umsetzung in den Slums von Caracas ist Cyrano Fernández.
- 2018: Der deutsche Film Das schönste Mädchen der Welt überträgt das Thema in die Moderne, mit Schülern in den Hauptrollen.
- 2018: Der US-amerikanische Film Sierra Burgess Is a Loser behandelt eine Variante dieses Themas.
- 2018: Vorhang auf für Cyrano, ein französisch-belgischer Film rund um die Entstehung des Theaterstücks.
- 2020: Der Netflix-Film The Half of It ist eine homosexuelle Abwandlung der originalen Dreiecksbeziehung.

## Videospiele
- 2021: Im Rahmen des Spieleevents LudoNarraCon wurde das Theaterstück als Videospiel veröffentlicht.[3]